# Petecu
Petecu (węg. Petek) – wieś w Rumunii, w okręgu Harghita, w gminie Ulieș. W 2011 roku liczyła 279 mieszkańców.